# 斯圖堅卡河 (斯特里帕河支流)
斯圖堅卡河（烏克蘭語：Студенка），是烏克蘭的河流，位於該國西部捷爾諾波爾州，屬於斯特里帕河的支流，流經捷尔诺波尔区，河道全長24公里，流域面積153平方公里。